# Johanan ben Torta
Johanan ben Torta (in ebraico יוחנן בן תורתא‎?, Yochanan ben Torta) (Israele, II secolo) era un saggio ebreo, rabbino Tanna della 3ª generazione (80 - 110 e.v.),.
Uno degli oppositori di Simon Bar Kokheba e della rivolta contro i romani da lui guidata, ricusando specialmente la sua definizione di messianismo, anche secondo Rabbi Akiva ben Joseph:
(Talmud gerosolimitano, Trattato Ta'anit, 4:8, 68d)